# Борисовский сельский совет (Полтавская область)
Борисовский сельский совет (укр. Борисівська сільська рада) — упразднённая административная единица в составе
Глобинского района
Полтавской области
Украины.
Административный центр сельского совета находился в 
с. Борисы.

## Населённые пункты совета
- с. Борисы